# St. Johannes der Täufer (Dorf Tirol)

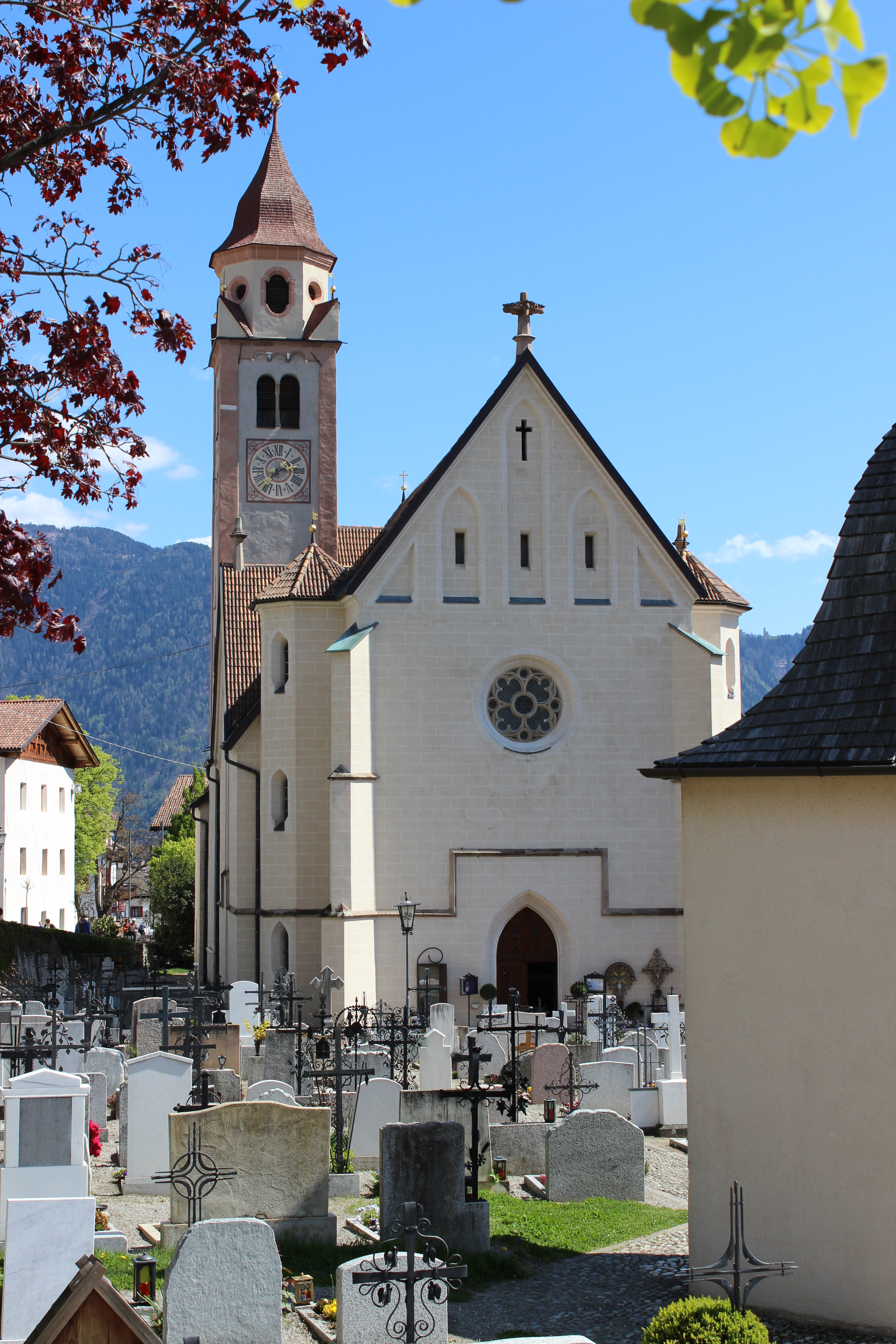
Pfarrkirche St. Johannes der Täufer mit Friedhof

Die römisch-katholische Pfarrkirche St. Johannes der Täufer, auch St. Johannes Baptist, in der Gemeinde Tirol in Südtirol ist die älteste Missions- und Johannes-Taufkirche der Umgebung. Sie wurde zunächst im romanischen Stil gehalten, später aber um einen hochgotischen Chor erweitert. 1855 wurde das romanische durch ein neugotisches Langhaus ersetzt. Als Baudenkmal ist die Kirche geschützt. 

## Geschichte
Die Pfarre Tirol war bei ihrer Gründung bedeutend größer und umfasste ursprünglich auch die Kuratien Riffian und Meran. Letztere wurde 1657 zur eigenen Pfarre erhoben. Da die Diözesangrenze an der Passer lag, gehörte die Pfarre nicht zum Erzbistum Trient, sondern bis 1816 zum Bistum Chur. Das Patronatsrecht besaß zunächst der jeweilige Bischof von Chur. Die Kirche von Tirol wurde 1164 erstmals erwähnt. Als Taufkirche dürfte ihre Entstehung weitaus früher anzusetzen sein. Von der romanischen Vorgängerkirche des 11. bis 12. Jahrhunderts ist heute nur noch der Turmunterbau erhalten. In der zweiten Hälfte des 14. Jahrhunderts wurde die romanische Apsis durch einen hochgotischen Chor ersetzt. Das romanische Kirchenschiff blieb zunächst erhalten. Wie aus einer Urkunde des Pfarrarchives Meran hervorgeht, vermachte 1369 eine private Person für den Bau des Chores sein restliches Vermögen.   
Im 17. Jahrhundert erfuhr der Innenraum eine Umgestaltung im Barockstil. Im Langhaus wurde eine gewölbeähnliche, in quadratischen Formen mit Rosetten verzierte Holzdecke eingezogen. Der neue 1699 fertiggestellte Hochaltar enthielt zwei herausgerissene Flügel eines älteren gotischen Flügelaltares, der so der völligen Zerstörung entging. Ende des 17. Jahrhunderts erhielt der Kirchturm eine achteckige Laterne mit Aufsatz. 
Nach der pfarrlichen Abtrennung von Meran war ab 1665 für Tirol ein Administrator, ein Kaplan und ein Frühmesser (ohne seelsorgerische Verpflichtung), bleibend angestellt. Im Schloss Tirol wurde ein eigener Kaplan als Benefiziat für die Bewohner des Burgfriedens gestiftet. Patron des Benefiziums war der Kaiser als Landesfürst. Das Patronat des Frühmess-Benefiziums stand hingegen der Gemeinde zu. Der bis ins 19. Jahrhundert gemeinschaftliche Pfarrer zog nach Meran. Im Visitationsbericht von 1638 steht über die Pfarrkirche von Tirol:

„Templum S. Ioannis Bapt., mediocriter magnum, chorus fornicatus, navis tabulato veteri ornata. Tria Altaria, quorum unum minus apellea manu pictum. Sacristia ampla non fornicata, sed cum artificio operculu. Gradus gallinacei sub pergula lignea templi cum sedilibus sublatis in altum amoveantur.
Communicates in hac parochia sunt 450.“

1786 wies man die Häuser am sogenannten Kronsbühel der seelsorgerisch näheren Pfarre St. Peter ob Gratsch zu. Nach der Rückgabe Tirols 1814 an Österreich erhielt der Turm zwei neue Glocken. Beim tiefgreifenden Umbau von 1855 wurde das zu klein gewordene und baufällige romanische Langhaus abgebrochen und durch ein neues mit Spitzbogengewölbe versehenes, jetzt bedeutend breiteres neugotisches Langhaus mit Querschiff ersetzt. Die Weihe der neuen Kirche inklusive zweier neugotischer Seitenaltäre erfolgte am 26. September 1856 durch den Fürstbischof von Trient Johann Nepomuk von Tschiderer. Für den Bau spendeten u. a. der Dekan von Tirol-Meran Joseph Penn 1300 Gulden, der Frühmesser Georg Götsch 1000 Gulden, der Bauer am Weßlgut 400 Gulden, der Fürstbischof von Tischiderer 1000 Gulden und die Gemeinde Tirol 3000 Gulden. Für die farbigen Glasfenster kam der damalige Dekan von Tirol-Meran mit 500 Gulden auf. Von 1969 bis 1974 erfolgte eine Restaurierung, dabei wurden im Chor Malereien aus dem Jahre 1480 freigelegt.  

## Ausstattung

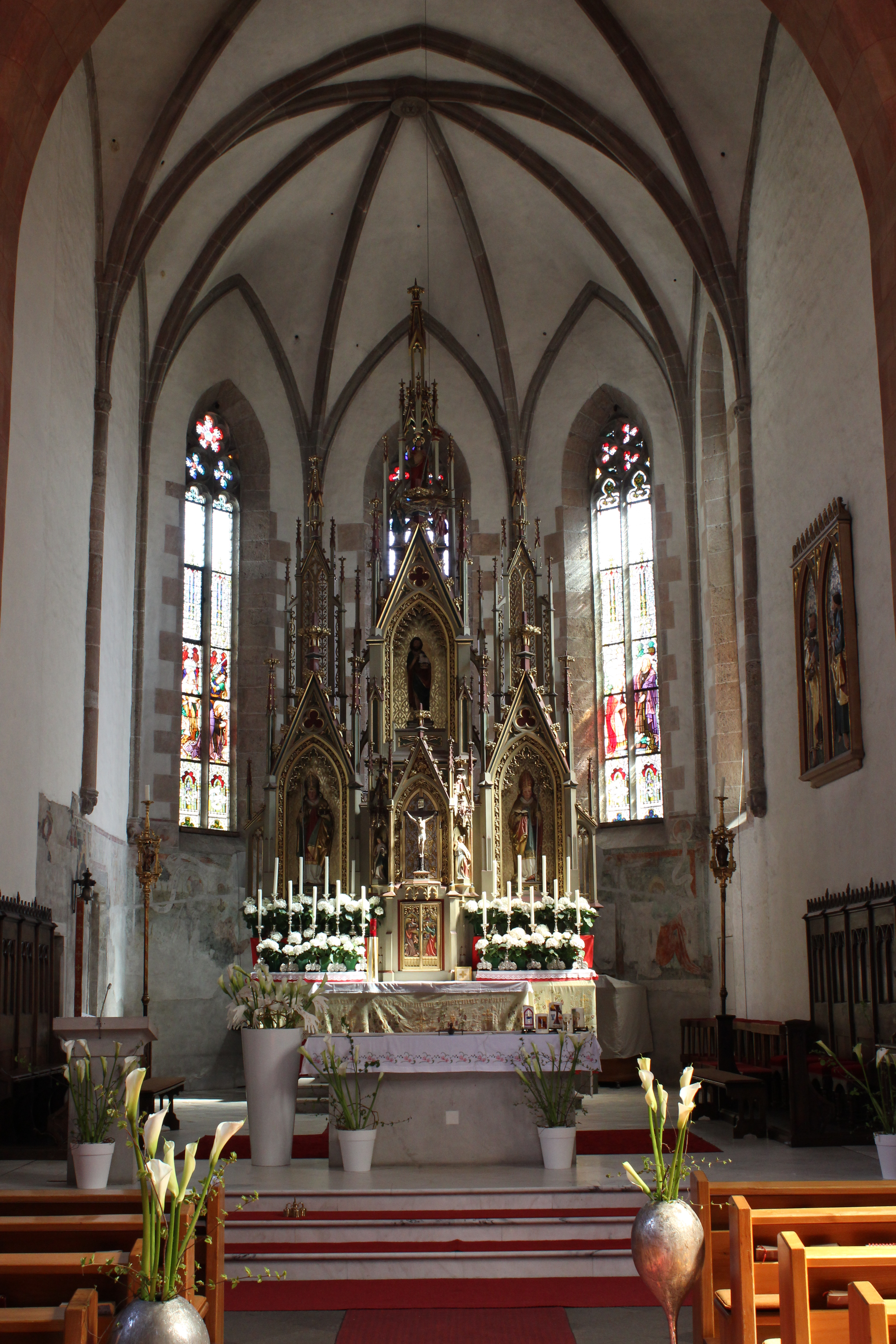
Chorraum mit neugotischen Hochaltar

Die Ausstattung ist größtenteils im neugotischen Stil gehalten. Den Hochaltar und das Chorgestühl von 1860 schuf der Künstler Alois Sint aus Algund. Zwei Heiligenfiguren wurden aus dem früheren gotischen Flügelaltar vom Ende des 15. Jahrhunderts übernommen und zu diesem Anlass neu gefasst. Eine Kreuzigungsgruppe an der linken Langhauswand ist aus der Zeit um 1700, die Prozessionsstangen von 1726. Der Taufstein aus weißem Laaser Marmor mit Maßwerk stammt aus der Zeit um 1500. Die Inschrift im oberen Teil lautet: euntes in universum mundum predicate evangelium universae creaturae. Die Orgel stammt vom Orgelbauer Josef Sies aus Bozen; sie wurde 1859 gebaut mit 2 Manualen und 18 Registern. Ein  früheres (1817 errichtetes) Instrument von Jakob Graß wurde von Peter Überbacher vollendet.

## Geläut
Im 19. Jahrhundert hingen im Kirchturm fünf Glocken:
| Nr. | Gussjahr | Gießer                  | Inschrift |
| 1   | 1430     |                         | LUCAS, MARCUS, JOANNES, MATTHAEUS, O REX GLORIAE... JOANNES BAPT, CHRISTUS VICIT... ANNO D. 1430                                                  |
| 2   | 1814     |                         | ALT LÄUTE ICH DEN LÖW HINAUS, NEU LÄUT ICH EIN DAS ADLERHAUS 1814                                                                                 |
| 3   | 1784     | Johann Grasmair, Brixen | DIVINUM AUXILIUM MANEAT SEMPER NOBISCUM, DURCH HILF DES FEU´RS BIN ICH GEFLOSSEN, JOHANN GRASMAIR IN BRIXEN HAT MICH DURCH GOTTESHILF GOSSEN 1784 |
| 4   | 1814     | Franz Grasmair, Brixen  | ICH SPRANG VOR SCHMERZ OB DER FRANZOSEN, FRANZ VIVAT RUF ICH UMGEGOSSEN. 1814, FRANZ GASMAIR GOSS MICH IN BRIXEN                                  |
| 5   | 1737     |                         | JESUS NAZARENUS, REX JUDEAORUM. 1737, JOHANN PASSEIRER AUF TIROL HAT MICH GESTIFT                                                                 |

Im 20. Jahrhundert wurden neue Glocken angeschafft:
| Nr. | Schlagton | Gussjahr | Gießer                     |
| 1   | es′       | 1906     | Carlo Chiappani, Trento    |
| 2   | f′        | 1928     | Achille Mazzola, Valduggia |
| 3   | g′        | 1928     | Achille Mazzola, Valduggia |
| 4   | b′        | 1928     | Achille Mazzola, Valduggia |
| 5   | c″        | 1906     | Carlo Chiappani, Trento    |
| 6   | es″       | 1928     | Achille Mazzola, Valduggia |